# Грос-Пластен
Грос-Пластен (нім. Groß Plasten) — громада в Німеччині, розташована в землі Мекленбург-Передня Померанія. Входить до складу району Мекленбургіше-Зенплатте. Складова частина об'єднання громад Зенландшафт-Варен.
Площа — 17,46 км2. Населення становить 1045 ос. (станом на 31 грудня 2020).

## Географія
Муніципалітет Грос-Пластен у Мекленбурзькому озерному краї розташований приблизно за дванадцять кілометрів на північний схід від міста Варен (Мюриц). Горбиста місцевість муніципалітету лежить між озерами Торгелауер і Велике Вархентінер-Зеє та Національним парком Мюриц. Річка Остпене протікає через громаду Ґросс-Пластен поблизу озера Кляйн-Пластен-Зее.
Грос-Пластен оточений сусідніми громадами Кіттендорф на півночі, Бреденфельде на північному сході, Мелленхаген на сході, Шлен-Дратов на півдні і заході та Пенехаген і Фауленрост на північному заході.
Райони Девен і Кляйн-Пластен належать до Великого Пластена.

## Галерея

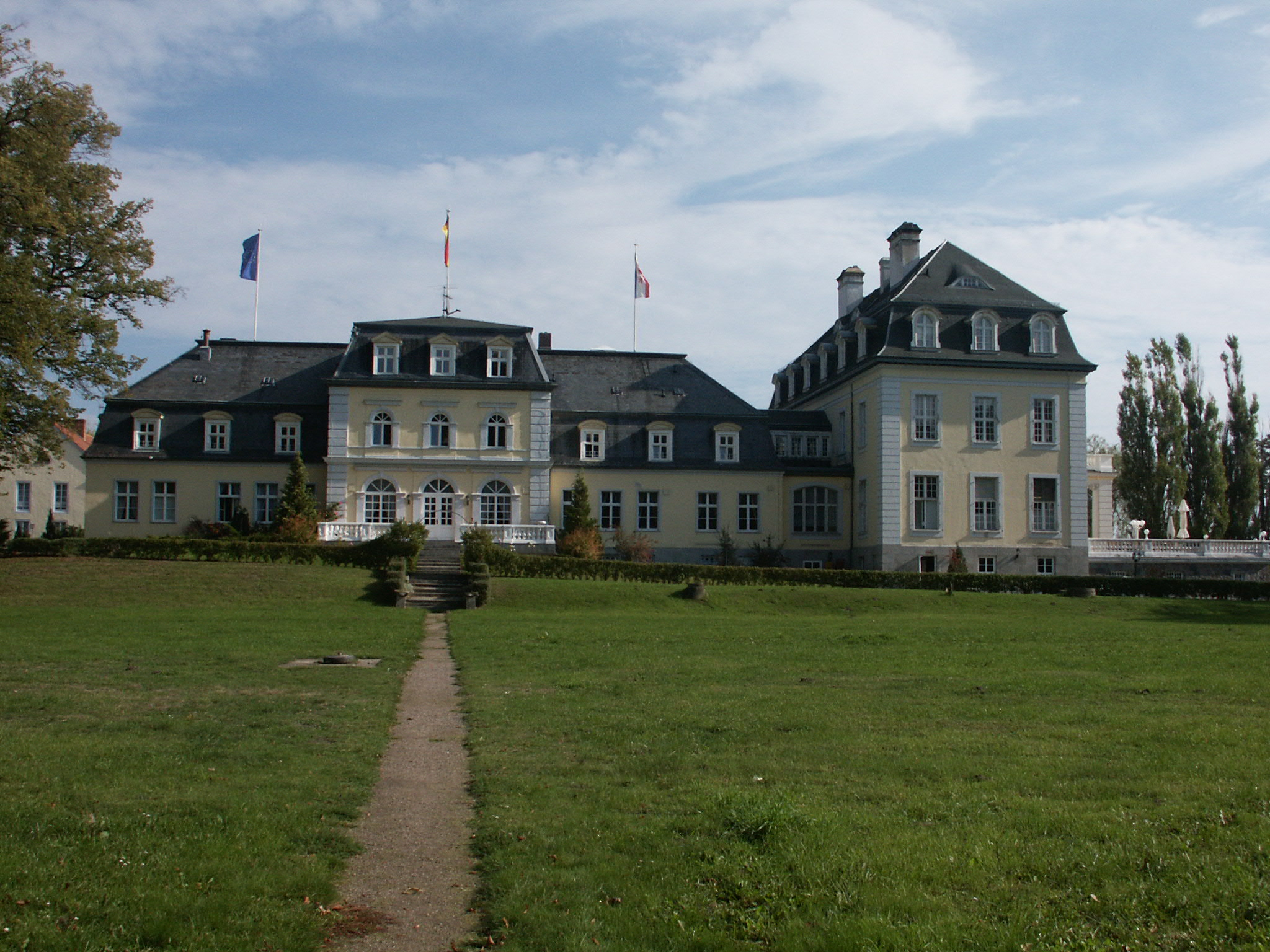